# Tazirbu
Tazirbu (ook Tazerbo of Taiserbo) (Arabisch: تازربو) is een oase in de Shabiyah Al Kufrah in Libië. De oase ligt ongeveer 250 kilometer ten noordwesten van de stad Kufra. Tazirbu betekent "hoofdzetel" in de taal van de Toeboe. De naam is gekozen omdat in het dorp de regering van de Toeboe zetelde. De Tazirbu oase is ongeveer 25 kilometer lang en 10 kilometer breed. In het midden van de oase ligt een ondiepe vallei die parallel loopt met de oase. In de vallei zitten zoutmeren. In de Tazirbu oase zitten ongeveer tien dorpen, waarvan El Jezeera het belangrijkst is. In de oase groeien palmbomen, Tamarixen, Acacia's, Esparto en Russen. Een paar kilometer ten noorden van de Tazirbu oase ligt een oude ruïne van een kasteel, genaamd Gasr Giránghedi. Dat kasteel was het parlementsgebouw van de Toeboe. De eerste Europeaan de oase bezocht was de Duitser Friedrich Gerhard Rohlfs in augustus 1879.